# Bering-szoros
A Bering-szoros a Bering-tengert (a Csendes-óceán beltengerét) és a Csukcs-tengert (a Jeges-tenger részét) köti össze, és az ázsiai és az amerikai kontinenst választja el egymástól.
A szoros hosszúsága mintegy 1600 km, legnagyobb szélessége körülbelül 2400 km. Ázsia legkeletibb pontja, a Gyezsnyov-fok és Amerika legnyugatibb pontja, a Prince of Wales-fok között mindössze kb. 82 km a távolság. A szorosban a tenger mélysége 30–50 m.
Nevét Vitus Bering dán származású orosz felfedezőről kapta, aki 1728-ban behajózott az átjáróba, de a nagy köd miatt nem látta az amerikai szárazföldet, így azt sem ismerhette fel, hogy egy szorosban jár.
A legutóbbi jégkorszak idején (valószínűleg i. e. 15 000 és i. e. 10 000 között) a jégtakaró miatt alacsonyabb volt a tenger szintje, így száraz lábbal is át lehetett kelni az egyik kontinensről a másikra: egy általánosan elfogadott elmélet szerint ezen az útvonalon, a Bering-földhídon át érkeztek Amerika őslakói.
A szoros közepén helyezkednek el a Diomede-szigetek.